# Хусаїнов Сергій Григорович
Сергій Григорович Хусаїнов (рос. Серге́й Григо́рьевич Хусаи́нов), при народженні Рашид Рахматуллович Хусаїнов (рос. Раши́д Рахмату́ллович Хусаи́нов, 18 липня 1954, Москва) — радянський і російський футбольний арбітр, у минулому футболіст, захисник. Арбітр міжнародної категорії.

## Біографія

### Рання кар'єра
Сергій Хусаїнов народився в Москві, на Таганці, жив навпроти ждановського парку, в дитинстві взимку грав у хокей, влітку у футбол. У 1964 році записався в секцію футболу московського «Спартака», де грав кумир дитинства його батька Галімзян Хусаїнов, однак там заявили, що запис дітей 1954 року народження не проводиться. Пізніше Сергій з друзями пішли записуватися в школу московського «Динамо», але там проводився набір дітей 1953 року народження, проте Хусаїнов привернув увагу тренерів своїми габаритами, і його вирішили залишити. Граючи в школі «Динамо», потрапив у збірну Москви й брав участь в кубку ЦК, де у фіналі команда поступилася одноліткам з Грузинської РСР. У 1970 році Сергій Хусаїнов записався в школу московського «Торпедо». По закінченні середньої школи працював фізруком в піонертаборі від заводу «Хроматрон».

### Армія
У 1972 році Хусаїнова призвали до лав збройних сил СРСР. Спочатку його залишили в Москві, штаб його дивізії перебував на Симоновському валу, неподалік від Таганки. По прибуттю в частину Хусаїнов заявляв, що нічого робити не вміє, в руках лише ключку тримав. Незабаром його відправили на півроку в Прибалтику, де він навчався на кухаря. З Прибалтики Сергій почав писати листи в Москву, де просив витягнути його з частини, що дуже хоче грати у футбол. Один з листів через військову цензуру до Москви дійшов, після чого й прийшов запит на солдата Хусаїнова. Але в його частині відповіли, що серед службовців немає такого, і відправили його в спортроту ПрибВО, за яку він грав на першість області. У 1974 році був демобілізований.

### Футбольна кар'єра
Відслуживши в армії, Хусаїнов влаштувався на завод імені Лихачова, де працював контролером ВТК, а після закінчення робочого дня грав у футбол на першість ЗІЛу. Після закінчення сезону 1974 року на зустрічі з уболівальниками Віктор Маслов оголосив, що двоє футболістів разом з командою московського «Торпедо» вирушать на всесоюзний збір в Адлер. Однак на тому зборі Хусаїнов не підійшов торпедівцям, після чого на початку 1975 року його запросили до Махачкали — грати за місцеве «Динамо», яке виступало в Другій лізі. Разом з клубом з Дагестану пройшов всю передсезонку. До складу динамівців з Махачкали проходив рідко, за словами Хусаїнова, він був молодий, а в команді, якою керував Гаджі Гаджієв, частіше ставку робили на вікових гравців. Влітку 1975 року, після закінчення першого кола сезону, Хусаїнов покинув клуб.

### Навчання та робота у вузі
У 1975 році Сергій вступив в університет фізичної культури у Москві, де навчався разом з Миколою Толстих, по закінченні інституту вирішив залишитися викладачем на кафедрі.

### Суддівська кар'єра
Після суперечки з суддею матчу, в якому брав участь, Хусаїнов вирішив стати суддею. У вищій лізі чемпіонату СРСР обслуговував 74 матчі. У чемпіонаті Росії — 183 матчі. Був головним арбітром фіналу Кубка Росії 1993 року. Потрапляв до списку найкращих суддів 1987, 1988, 1991—1994, 1996—1998 років. У 1999 році завершив суддівську кар'єру

### Тренерська кар'єра
У 1994 році тренував юнацьку збірну Росії.

### Замах
18 лютого 2003 року, біля свого будинку, що знаходиться на 4-й Парковій вулиці, Хусаїнов був побитий невідомими, які бейсбольними бітами завдали йому численних тілесних ушкоджень. Провівши один день у лікарні, Хусаїнов був виписаний з неї. Після цього випадку Хусаїнов звернувся за допомогою в міліцію, а в організацію «Альфа-терор». Її співробітники зустрілися з представниками певних структур, які стояли за цим нападом, після переговорів вони вирішили, що їх шляхи більше не будуть перетинатися.

## Особисте життя
З першою своєю майбутньою дружиною фігуристкою Мариною їх познайомив друг дитинства. У 1988-му, повертаючись з Південної Кореї з передолімпійського Кубка президента, після приїзду додому виявив порожню квартиру. Причина розлучення була в постійних зборах і перельотах Сергія. Від першої дружини у нього залишилося дві доньки Юлія (1980) і Олена (1984), які залишилися жити з мамою. Після розлучення Сергій довго ще був холостяком, але таки одружився — дружина Людмила і син Дмитро (2006).
Урожденному Рашиду Рахматулловичу пояснили: щоб викладати на кафедрі, потрібно вступити в комуністичну партію і бажано змінити ім'я, однак це відбулося лише після переговорів з батьком. Рашид народився 18 липня — в день Сергія Радонезького, саме в честь цього вирішив взяти це ім'я. У 1988 році прийняв православ'я.